# Koldo Chamorro
Koldo Chamorro de Aranzadi (Vitoria, 20 de agosto de 1949 - Pamplona, 16 de octubre de 2009) fue un fotógrafo español, miembro del desaparecido grupo Alabern, realizó reportajes documentales de estructuras antropológicas y etnográficas, interesándose por los ritos y los símbolos del país, la cruz cristiana, los toros o las tradiciones culturales y religiosas.

## Biografía
Aunque nacido en Vitoria, Koldo Chamorro pasó su infancia y adolescencia en Guinea Ecuatorial. A los dieciséis años volvió a España para realizar estudios de Ingeniería de Telecomunicaciones, Marketing y Economía Empresarial. Fotógrafo autodidacta desde 1965, fue becado en 1972 por la Dotación de Arte Castellblanch para realizar estudios fotográficos en el extranjero, pudiendo así trabajar con Ansel Adams, Jean Dieuzaide, Lucien Clergue, Brassaï, Jean Pierre Sudre, Ernst Haas, entre otros. Fue miembro de la Minority Photographers de Nueva York. Se unió al ya disuelto grupo Alabern y participó en la corriente documental desde los años 80, junto con otros fotógrafos de su generación, como Cristina García Rodero, Cristóbal Hara, Ramón Zabalza y Fernando Herráez, entre otros. En sus casi cuarenta años de trabajo independiente, aparte de su obra personal, sus registros se extendieron al ámbito editorial, publicitario, de la moda e industrial. Asimismo, mantuvo una intensa actividad pedagógica colaborando como tallerista y  profesor invitado en encuentros fotográficos, seminarios y universidades.

Realizó intensos reportajes construidos a modo de ensayos, con varias décadas de trabajo y ejecución como son "Los Sanfermines", "La España Mágica", "El Santo Cristo Ibérico", "El nacimiento de una nación" ó "El Kapote". 

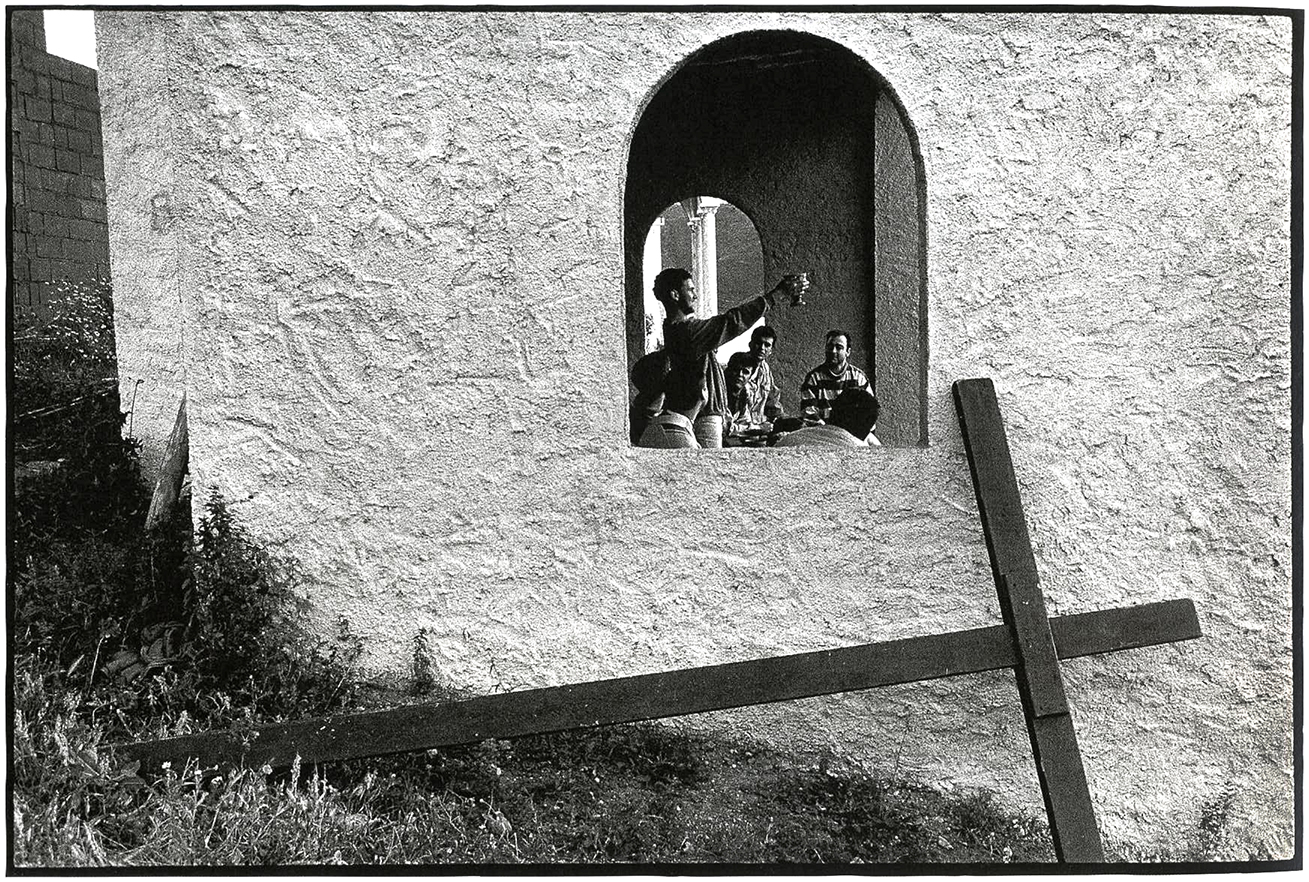
El Santo Cristo Ibérico, Riogordo. Málaga (1999)

También participó en proyectos colectivos como; Galicia a pé de foto, Open Spain, El nacimiento de un barco (Astilleros Españoles), Cuatro direcciones y España, Nuevo Milenio. Y también en los años 90 elaboró reportajes para organismos internacionales como la UNESCO y posteriormente desarrolló proyectos sobre la discapacidad como Algo llueve sobre mi corazón.

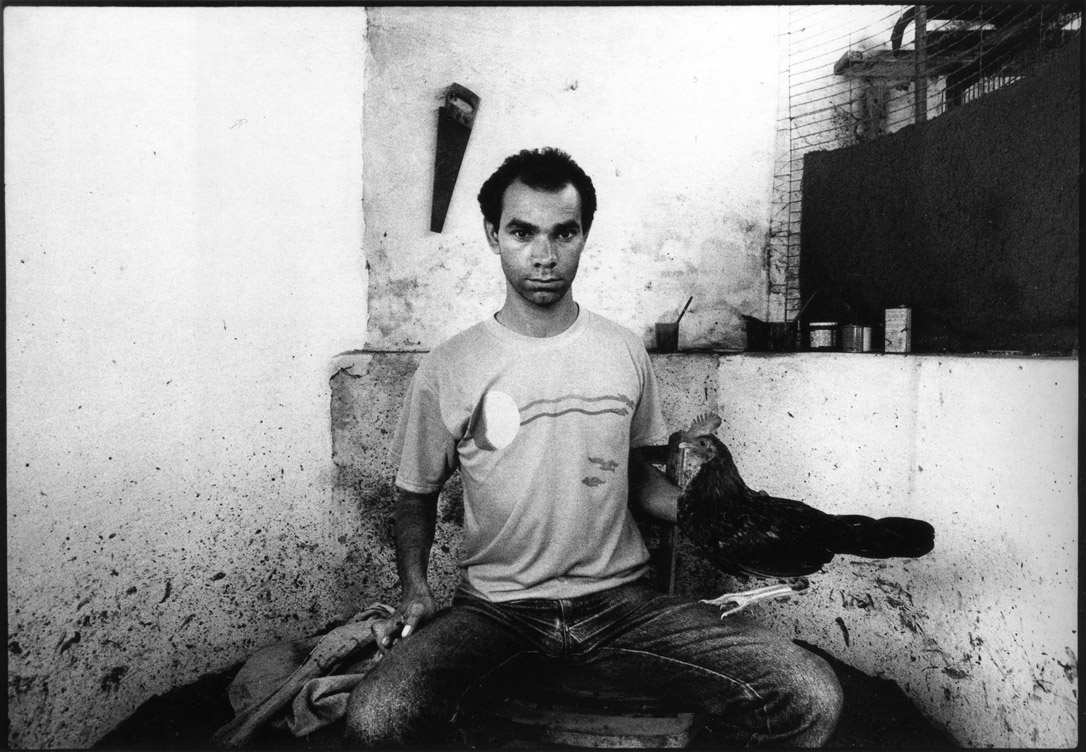
Koldo Chamorro, España Mágica. Cádiz (1987)

En 1989 el Círculo de Bellas Artes de Madrid organizó una muestra antológica de su obra, junto a Josef Koudelka. 
Recibió el premio neoyorquino Soho News al mejor trabajo en blanco y negro (1981), el premio del Instituto Nacional del Libro (1982 y 1991), fue fotógrafo del año de la revista Foto Profesional (1989 y 1992) y en dos ocasiones fue finalista del premio William Eugene Smith Memorial Foundation para fotografía humanitaria (1981 y 1987). 
Su obra forma parte de los fondos permanentes del Centro para la Fotografía Creativa, de la Biblioteca Nacional Francesa (París), de la colección Polaroid (Boston), del Centro Reina Sofía (Madrid), del CBA (Madrid), del IVAM (Valencia), del MEIAC (Badajoz) y del Museo de Navarra, entre otros, así como de diferentes colecciones privadas. 

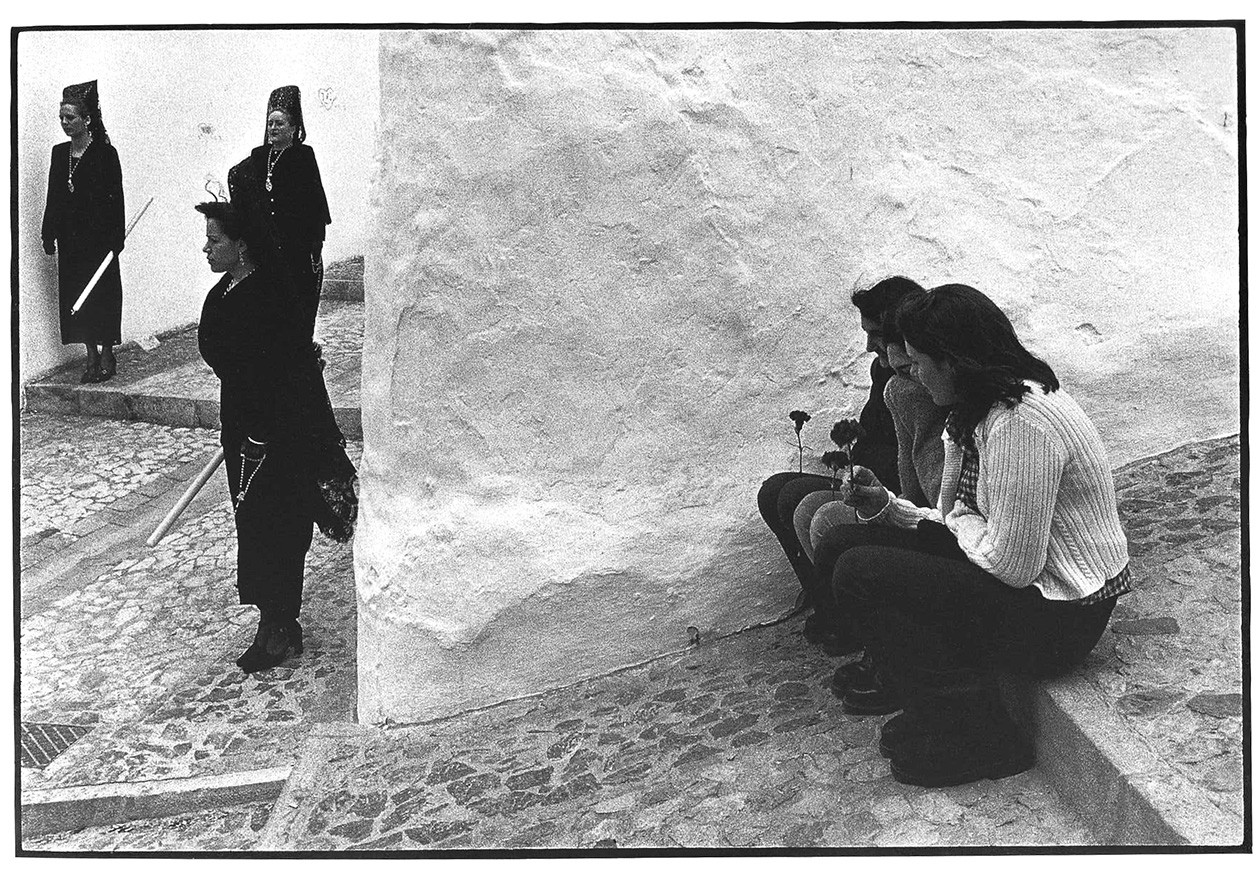
La Axarquía, Málaga